# Perský záliv
Perský záliv je záliv Indického oceánu a představuje pokračování Ománského zálivu, se kterým je spojen Hormuzským průlivem. Rozkládá se mezi Arabským poloostrovem a Íránem. V důsledku ústupu moře, se záliv za poslední 2000 let znatelně zkrátil (například starověké město Ur leželo na jeho pobřeží, zatímco v současnosti leží jeho pozůstatky ve vnitrozemí Iráku).

## Pojmenování
O pojmenování Perského zálivu referoval například Sir Arnold Wilson ve své knize vydané v roce 1928:
Pro geology, archeology, zeměpisce, obchodníky, politiky, cestovatele, učence minulosti i současnosti nebylo tak významného vodního kanálu jako Perský záliv. Tento vodní kanál, který odděluje Íránskou vrchovinu od Arabské se těší totožnosti s Íránem minimálně 2200 let.

Řada arabských států jej označuje jako Arabský záliv nebo jen Záliv, Írán ale trvá na pojmenování Perský záliv. A to tak vášnivě, že v jednom z případů vyhostil řeckého stewarda, který jej nazval Arabský záliv, v jiném pak pohrozil žalobou společnosti Google kvůli nepoužívání názvu Perský záliv.

## Perský záliv v číslech
Má rozlohu 239 000 km², délku asi 1000 km a šířku 35–380 km. Převládají však malé hloubky do 50 m, maximální hloubka je zde 102 m. Teplota vody v létě 30–33 °C, v zimě 15–21 °C, slanost 37–40 ‰.

## Podnebí
Je zde horké a tropické, letní teploty zde dosahují prakticky nejvyšších hodnot na severní polokouli. Ve městech jako Kuvajt (město), Ahváz či Basra teploty šplhají až k 53 °C, v noci mnohdy neklesají pod 35 °C. Zimy jsou teplejší na jihu, v oblasti Ománu či SAE, kdy průměrná teplota se pohybuje kolem 20 °C, kdežto na severu v okolí Kuvajtu dosahuje zimní průměr 13 °C.
V jižní části Perského zálivu ve městech jako Maskat či Dubaj jsou teploty v létě nižší (30 - 40 °C), zato vlhkost vzduchu je vyšší, a tak se pocitová teplota vyrovná či i překoná města s nejvyššími teplotami severněji.

## Ropa
Perský záliv je také největším světovým nalezištěm ropy. Ropná naleziště se nacházejí asi v největším počtu na jeho severozápadním pobřeží, kolem hranic mezi Kuvajtem, Irákem a Íránem. V Saúdské Arábii se zase dováží ropa vytěžená v obřím poli Ghawar do jednoho ze dvou největších překladišť světa v Ras Tanuře, situované na jihozápadním pobřeží zálivu, ne příliš vzdáleného od sousedního Bahrajnu. V severovýchodní části Perského zálivu, na ostrově Kiš, se nachází jedna z pěti světových burz svého druhu, Íránská ropná burza.

## Strategická významnost

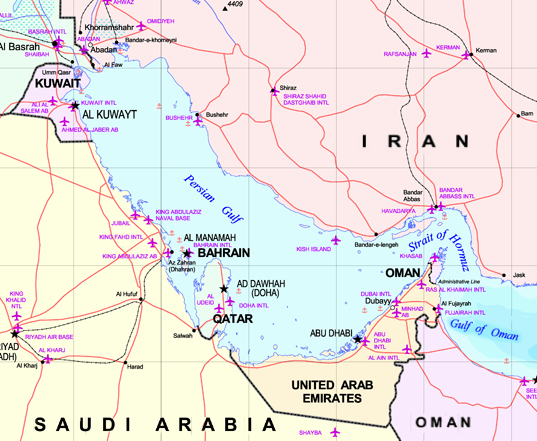
Mapa Perského zálivu. Ománský záliv vede k Arabskému moři.

Více než 25 % světové produkce ropy je dováženo z Perského zálivu.
Na bezpečnost v regionu Perského zálivu a tamní vývoz ropy dohlížela armáda Spojeného království až do roku 1972, kdy se z této oblasti stáhla. Náhlé bezpečnostní vakuum, navíc v době, kdy se íránský šáh Páhlaví stával ve své zemi čím dál méně populární, chtělo vyplnit Rusko, ale ve stejné době zareagoval americký prezident Nixon. Zavedl v zálivu stálou vojenskou přítomnost. Prezident Jimmy Carter 23. ledna 1980 prohlásil Perský záliv za americkou zónu vlivu a uvedl, že „každý pokus vnější moci získat vliv nad Perským zálivem bude [Spojenými státy] vnímán jako zásadní útok na životně důležité zájmy USA a tento útok bude odražen všemi dostupnými prostředky včetně vojenské síly.“ Jeho výrok, který byl reakcí na invazi Sovětského svazu do Afghánistánu během pozdní Studené války, se stal součástí tzv. Carterovy doktríny, podle níž Spojené státy budou více využívat své vojenské síly k hájení svých národních zájmů na Blízkém východě. Trvá dodnes. Americká vojenská přítomnost v Perském zálivu se navíc navýšila během války s Irákem v roce 1990–91, a čítá letadlové lodě a stíhačky. Americké daňové poplatníky tento vojenský stav stojí 60 miliard dolarů ročně; pramení z něj ale i nesporná strategická kontrola.
Podle deníku Times z konce května 2010 umístí v budoucnu Izrael do Perského zálivu k íránskému pobřeží tři ponorky s možností vypustit nukleární střelu i vysílat špiony na íránské území.